# Nijverdal
Nijverdal is een Nederlandse plaats in de Overijsselse gemeente Hellendoorn. Nijverdal is met 25.005 inwoners de grootste plaats binnen de gemeente.
De naam Nijverdal is een samentrekking van nijverheid en (Regge)dal.
Nijverdal bevindt zich aan de kruising van de rivier de Regge en de Rijksstraatweg van Almelo naar Zwolle, die in 1829 werd aangelegd. De plaats ligt aan de voet van de Sallandse Heuvelrug en op de grens van Twente en Salland. Ten westen en zuidwesten van Nijverdal liggen de Nijverdalse Berg en Noetselerberg. Even ten westen van het dorp staat de Publiekssterrenwacht Hellendoorn.

## Geschiedenis
Nijverdal is als fabrieksarbeidersdorp gesticht in de vroegere marke Noetsele door de Nederlandsche Handel-Maatschappij, die er in 1836 in nauwe samenwerking met de Engelsman Thomas Ainsworth een weverij en spinnerij stichtte. Voor de stichting van Nijverdal bestond het gebied van de marke vooral uit zanderige belten afgewisseld met moerassige gronden tussen de Regge en de heuvelrug, er groeide vooral heide en gras. Op de es bedreef men landbouw. In 1826 werd er door de gemeente Hellendoorn een overzicht opgesteld van de gebouwde eigendommen in de gemeente en daaruit blijkt dat er in de dunbevolkte marke Noetsele 37 gebouwen stonden, enkele waren zogenaamde 'gewaarde erven' en de andere veelal keuterboeren.
Op 9 mei 1836 besloot de directie van de Nederlandsche Handel-Maatschappij (NHM) de nederzetting, nadat mogelijke namen als ‘Houvenburg’ of ‘Houvendaal’ - naar de president-directeur van de NHM Van der Houven -, ‘Nijverheidsstede’, ‘Nijverheidsoord’ en ‘Nijverzorg’ de revue waren gepasseerd, 'Nijverdal' te noemen. Rond 1850 openden de gebroeders G. en H. Salomonson de Koninklijke Stoomweverij, die later uitgroeide tot Koninklijke Ten Cate. Hierdoor kwam er een einde aan de thuisnijverheid. De textielnijverheid domineerde de plaats gedurende meer dan honderd jaar.
Nijverdal is de enige plaats in Nederland waar (tevergeefs) naar goud gedolven is. Er is begin 20e eeuw zelfs een officiële concessie afgegeven voor het delven ervan.
Aan het begin van de Tweede Wereldoorlog had Nijverdal twintig Joodse inwoners, de meesten werden naar de kampen Auschwitz en Sobibor gedeporteerd. Slechts zes overleefden. De plaats werd tijdens de bevrijding op 22 maart 1945 gebombardeerd door de geallieerden. Door dit bombardement werd het centrum van Nijverdal deels verwoest. Daarbij kwamen 73 mensen om het leven.

## Dorpsgezicht en monumenten
Kenmerkend voor het aanzicht van Nijverdal is de monumentale fabrieksschoorsteen van de Koninklijke Stoomblekerij. Ook staan er diverse industriële monumenten in het dorp, zoals de fabriekshallen en De Smidse van de Koninklijke Stoomweverij en het kantoor van de Nederlandse Stoomblekerij. Tussen de voornamelijk moderne woningen zijn in de oudere straten vaak nog voormalige boerderijtjes te vinden.
In het noordoosten van Nijverdal bevinden zich aan de Regge twee landgoederen, De Eversberg en Duivecate.

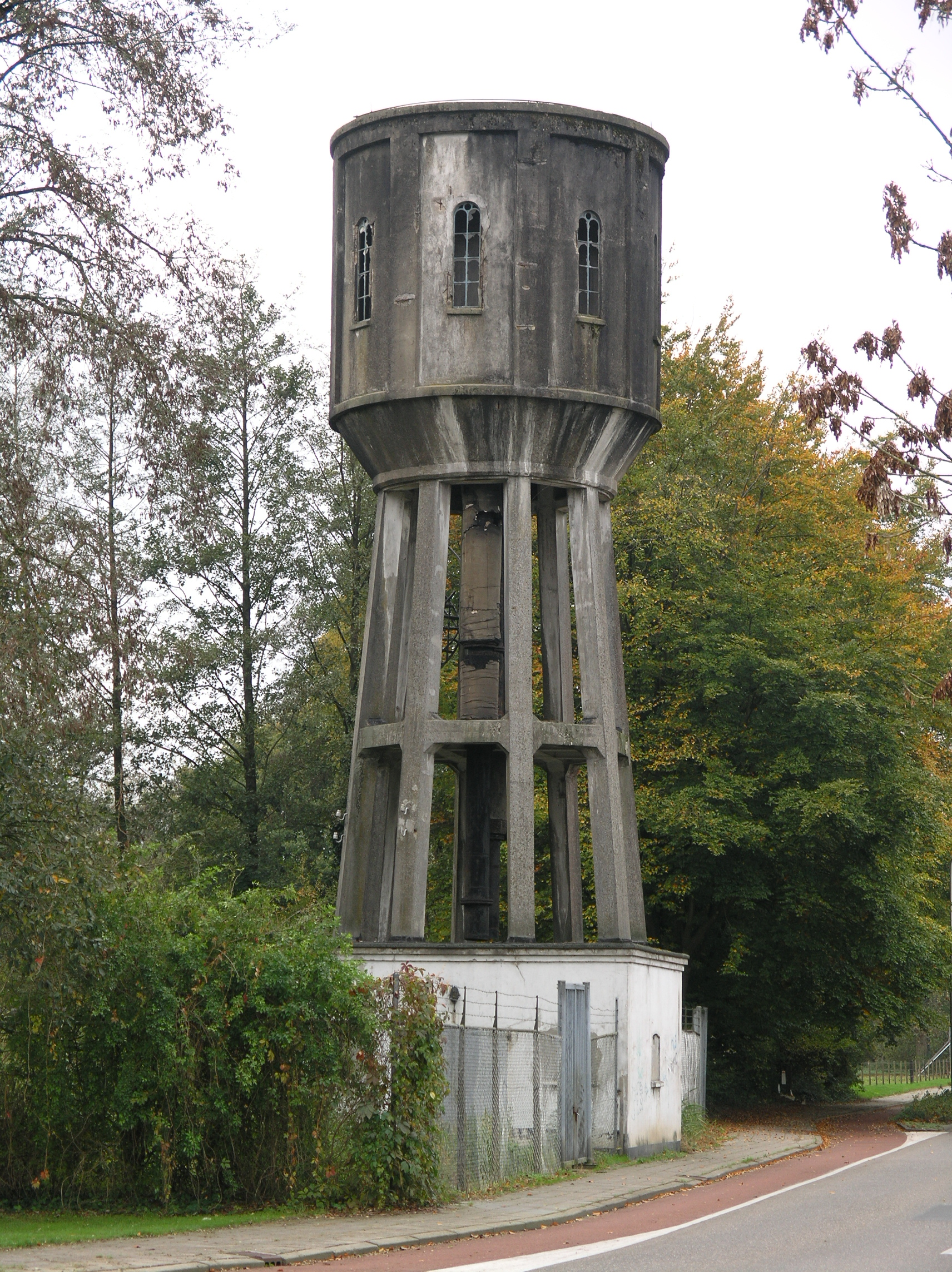
Oude watertoren, bouwjaar 1912

## Wijken en buurten
- Noetsele (I, II en III)
- Prinsessenwijk
- Wilhelminawijk ('t Rooie Dorp)
- Centrum
- De Brake
- 'n Oaln Diek
- Bloemen- en Schilderswijk
- De Blokken
- Konijnenberg
- Zeeheldenwijk
- Groot Lochter
- Nijverdal Oost
- Kruidenwijk

## Dialect
Veel Nijverdallers spreken de Nedersaksische taal of beschikken over een Twentse tongval. Het Nijverdals dialect is nauw verwant aan het Twents, maar heeft Sallandse invloeden.

## Cultuur en recreatie
De directe omgeving van Nijverdal biedt uitgestrekte natuur- en recreatiegebieden, zoals het Nationaal Park Sallandse Heuvelrug, de omgeving van de Regge en het Wierdense Veld. Enkele kilometers vanaf Nijverdal bevindt zich Avonturenpark Hellendoorn.
In Nijverdal zelf bevindt zich het Memory Vrijheidsmuseum, gewijd aan de Tweede Wereldoorlog. In het Huis voor Cultuur en Bestuur zijn het ZINin theater en -bioscoop, en een bibliotheek gevestigd. Ook beschikt Nijverdal over een openluchttheater. Het Mense Ruiterorgel in de Regenboogkerk wordt gewaardeerd om zijn klank.
Nijverdal heeft diverse sportparken, een evenementenweide en een zwembad, Het Ravijn.

### Evenementen
Jaarlijks vindt in de nazomer het meerdaagse feest 'Bruisend Nijverdal' plaats met tal van activiteiten. In het voorjaar biedt de Nacht van Nijverdal een muziek- en feestprogramma. Daarnaast worden er diverse sportevenementen georganiseerd, waaronder de 'Diepe Hel Holterbergloop' en de 'SallandTrail'.
In het verleden werd in Nijverdal een jaarlijkse 'Parijse Markt' georganiseerd, waarbij de toen nog drukke Grotestraat werd afgesloten voor verkeer.

## Economie

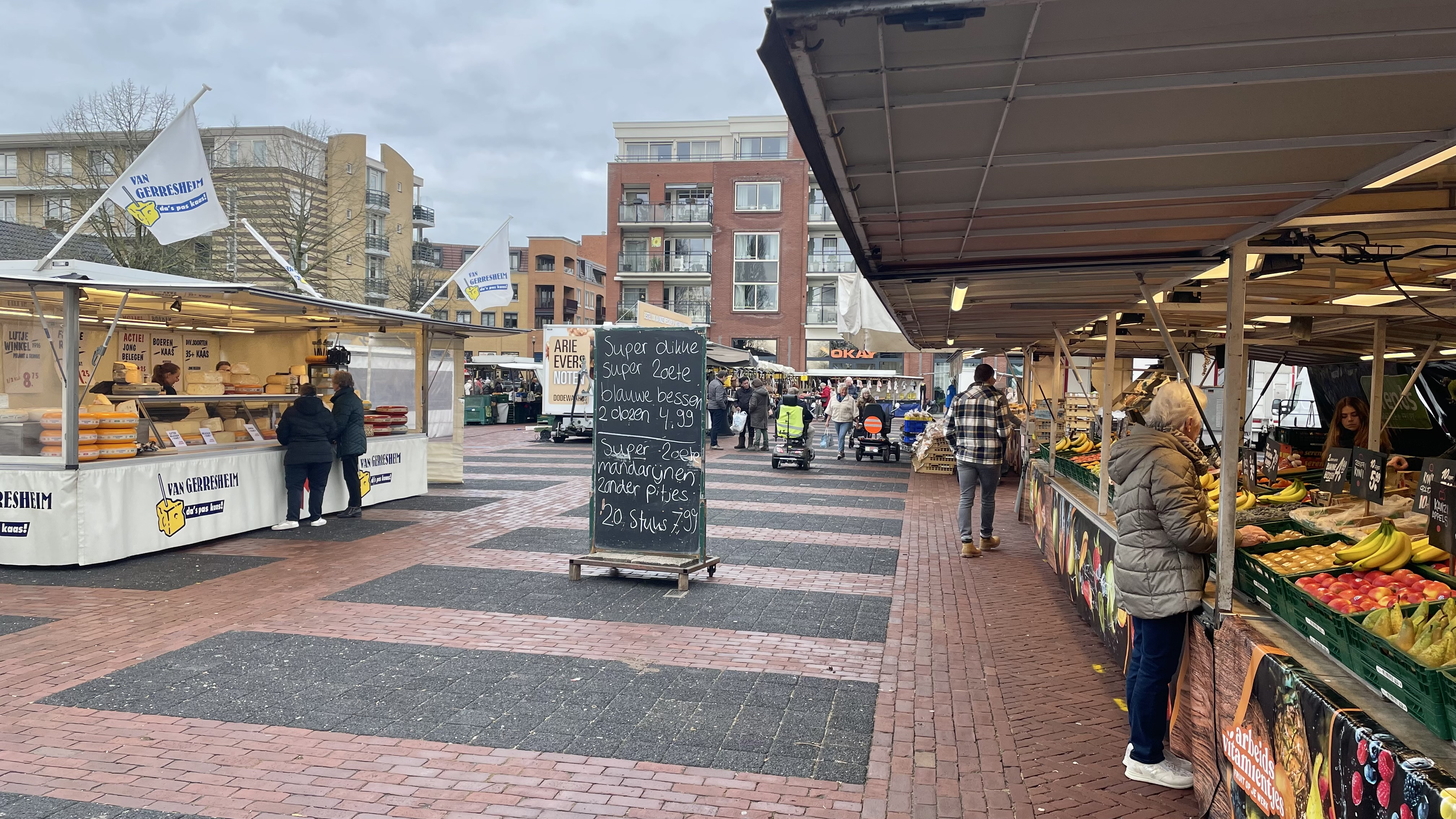
De zaterdagmarkt

De textielindustrie is dankzij Koninklijke Ten Cate ook tegenwoordig nog als grote werkgever in Nijverdal aanwezig en produceert onder meer kunstgrasvezels en tentdoek. Op industrieterrein 't Lochter zijn diverse bedrijven actief in onder andere interieurbouw en levering van bouwmaterialen. Op zaterdagen is er een warenmarkt. Deze markt was in 2018 genomineerd voor de eretitel "Beste Markt van Nederland" in de categorie 'middelgrote markten'.

## Onderwijs
Nijverdal kent basisscholen voor openbaar, protestants-christelijk, katholiek en speciaal onderwijs. Scholengemeenschap CSG Reggesteyn biedt een scala aan voortgezet onderwijs. Deze school is in 1994 ontstaan uit de colleges Nieuwland en Noetsele en scholen uit Rijssen.

## Verenigingen
In Nijverdal zijn een groot aantal verenigingen.

### Sportverenigingen
- Voetbalvereniging SVVN
- Voetbalvereniging V.v. DES
- Voetbalvereniging RKSV De Zweef
- Zwem- en Waterpolovereniging Het Ravijn
- Atletiekvereniging ASV Atletics
- Gymnastiekvereniging Fysion
- Tennisvereniging TC Nijverdal
- Hockeyclub Hellendoorn - Nijverdal HCHN
- Wieler- en mountainbikevereniging CC'75
- Korfbalvereniging NKC'51
- Badmintonclub BC Reflex
- Taekwondo Nijverdal
- Basketbal vereniging Valley Bucketeers
- Schietvereniging Willem Tell

### Muziekverenigingen
- Muziekvereniging Advendo
- Muziekvereniging KSW
- Diverse koren, zoals shantykoor Die Regghe Sangers, gospelkoor Shine, het Nijverdals Mannenkoor en het Christelijk zangkoor.

### Kerkgenootschappen
In Nijverdal zijn diverse kerkgenootschappen vertegenwoordigd. De Protestantse gemeente Nijverdal is in 2011 ontstaan uit Hervormd Nijverdal en Gereformeerde kerk De Regenboog. De Sint Marcellinus Parochie vormt de katholieke geloofsgemeenschap in Nijverdal. Verder kent Nijverdal een Vrije Evangelische gemeente, een NGK-GKV-gemeente, een Molukse evangelische gemeente en een volle evangelie gemeente.

### Overige verenigingen
- Stichting Carnaval De Gagelkealtjes
- Scouting De Reggegroep
- Molukse stichting Bunga Tandjung
- Toneelvereniging Nut en Genoegen
- Kleindierenvereniging ENPKV
- Hengelsportvereniging Ons Genoegen
- FC Twente Supportersvereniging Reggestreek

## Verkeer en vervoer

### Wegverkeer
Rijksweg 35 verbindt Nijverdal met Almelo en Zwolle. Deze Rijksweg liep tot medio 2015 dwars door de Grotestraat in Nijverdal en veroorzaakte in de spits grote opstoppingen in het centrum. Eind 2007 werden de eerste voorbereidingen voor de bouw van de tunnelvariant van het Combiplan Rijksweg 35 genomen. In 2008 is men begonnen met het uitvoeren van de bouw. Op 29 augustus 2015 is het project afgerond. Dit is voortgekomen uit een idee uit 1975 van de Nijverdalse café-uitbater Leo ten Brinke. Het park op het tunneldak is naar hem vernoemd.
Provinciale weg N347 verbindt Nijverdal met Rijssen, Hellendoorn en Ommen.
Bijzonder is daarnaast de Nijverdalsebergweg over de Sallandse Heuvelrug van Nijverdal naar Holten. Deze weg is rond 1929 speciaal voor toeristen aangelegd en is beter bekend als "Toeristenweg". Om verstoring van de natuur tegen te gaan is de weg beperkt geopend.

### Openbaar vervoer
Nijverdal heeft sinds 1881 een station aan de spoorlijn Zwolle - Almelo. Het oude station werd in 1971 afgebroken. Een goederenloods uit 1881 heeft in de jaren 1990 (letterlijk) een nieuw onderdak gevonden in Het Spoorwegmuseum te Utrecht. Een nieuw gebouwd station deed tot 2013 dienst. In 2010 werd station Nijverdal West in gebruik genomen als tijdelijk station richting Zwolle omdat er wegens de aanleg van een tunnel geen doorgaand treinverkeer mogelijk was. In 2013 kwam een nieuw station in gebruik.
Van 1910 tot 1935 heeft Nijverdal nog een station gehad. Dit station Nijverdal Zuid lag aan de lijn Neede - Hellendoorn van Lokaalspoorweg-Maatschappij Neede-Hellendoorn. Het station werd na 1935 afgebroken.
Tussen Nijverdal en Rijssen rijdt een streekbus van Arriva. Daarnaast verzorgen vrijwilligers van de vereniging Buurtbus Hellendoorn verbindingen met o.a. Hellendoorn, Haarle, Raalte, Daarlerveen en Den Ham.

## Bekende inwoners
- Thomas Ainsworth (1795-1841), grondlegger van de katoenindustrie in Twente
- Anne van der Meiden (1929-2021), theoloog en communicatiewetenschapper
- Johanne A. van Archem (1947), auteur
- Douwe Draaisma (1953), psycholoog
- Paula Fikkert (1965), taalwetenschapper
- Jeffrey Hoogland (1993), baanwielrenner
- Gerlof Jukema (1958), arts en politicus
- Wiesje de Lange (1938-2013), auteur
- Henk Poorte (1950), motorcrosser
- Henk Poppe (1952), wielrenner
- Jan-Willem Staman (1984), voetballer
- Joey Pelupessy (1993), voetballer
- Pim Saathof (2003), voetballer
- Rob Harmeling (1964), voormalig profwielrenner, sportanalyst
- Karin Kuipers (1972), voormalig waterpoloster

## Varia
Een bekende Nijverdalse uitdrukking is: "Wat wil 't geval? Ik kom uut Nijverdal!"